# 隱形人 (2020年電影)
是一部於2020年上映的美國科幻恐怖片，由雷·沃納爾編劇和執導。該片改編自H·G·威爾斯的同名小說，為1933年同名電影的重啟作。主演包括伊莉莎白·摩斯、奥利弗·傑克森-科恩、歐帝斯·哈吉、絲托姆·瑞德、哈莉特·黛爾和邁克爾·多曼。故事講述遭受工程师男朋友艾卓安暴力控制的女建築師希希莉亞試圖逃離對方的威脅，所延伸的驚悚經歷。
《隱形人》由環球影業於2020年2月28日在美國上映。電影獲得普遍正面的評價，媒體與影評家稱讚演員的表現、氣氛營造、電影基調與對原作素材的運用，同時指稱電影呈現煤氣燈效應和情感暴力的議題。

## 剧情
女建築師希希莉亞（簡稱「希希」）因无法忍受其富豪男友、同时也是名光學工程师的艾卓安长期的暴力控制，遂决定离开他的家。希希在一个深夜偷偷给艾卓安下了安眠藥，趁其熟睡之際起床收拾行李，並聯絡其姐艾蜜莉開車前來搭載。臨走前，她在楼下车库准备解開宠物狗「宙斯」的電子項圈时，宙斯撞到了车，触发了汽車防盜器。希希慌忙逃出，穿过森林，在公路上与艾蜜莉会合並上了她的车。希希差点被赶到的艾卓安捉住，最终惊险逃脱。
接下来的日子，希希借住在詹姆士的家。身为刑警的詹姆士也是艾蜜莉的前夫，他承诺一定會保護希希，但希希过去的阴影仍在，她不敢出门。两週后，艾蜜莉到訪，告知了希希「艾卓安割腕自殺身亡」的消息。不久，艾卓安的胞弟，名为湯姆的律師聯絡了希希。原來，艾卓安遗嘱中留了五百万美元的遺產給希希，並將此遺產信託给汤姆，由湯姆執行，因為湯姆是艾卓安最信任的人之一。湯姆告知希希，依照遺囑，接下來的四年兩個月，會每個月付十萬美元給希希，除非希希成為罪犯、禁治產人，或者罹患精神病不得領取。詹姆士與艾蜜莉育有一女雪妮，詹姆士是她的監護人。此時希希已經獲得了每月十萬的「月俸」，決定每月捐一萬元給雪妮，帮助她支付高昂的學費。
希希尝试着忘记过去，但怪事接连发生。在一間建築公司的工作面试中，她发现放置自己作品集等材料的筆電不见了，而后突然晕倒，被送往医院。休息片刻回家后，希希接到医院的电话，称她的血液中有过量的鎮定劑成分。同时她在洗手間发现之前逃跑时掉落的，也就是当时给艾卓安下藥的同一罐安眠藥竟憑空出現。希希找來了詹姆士與湯姆，称艾卓安制造自杀假象，并利用其擅长的光学技术，製造出某種隐身装备来监视、折磨她的生活，但没人相信這種無稽之談。她之后去向艾蜜莉求助，但遭到怒言回绝，因为艾蜜莉先前收到了希希的電郵信件，信件中痛罵了艾蜜莉，然而希希从没发过这份邮件。雪妮得知後安慰了希希，卻突然被莫名打伤，雪妮一口咬定是希希幹的，但希希察覺到怪象，認為是隱形人打傷了雪妮。当愤怒的詹姆士带着雪妮去医院治疗时，希希用了各种方法试着找出隐形人，最终发现他，两人捲入一場廝打之中。希希侥幸逃脱之后，叫了计程车并前往艾卓安的家进行调查，随后在实验室发现了一套隐形服，这证实了她的猜测。此时隐形人已回到家，希希躲在衣柜裏把隐身服藏好，然后在被隐形人发现的那一刻，逃出了屋子。希希随后与艾蜜莉约好在餐馆见面，正准备说出真相，不料隐形人已经在场，拿起餐刀，割开了艾蜜莉的喉咙，并把刀遞到希希手上，再次嫁祸她於眾人眼前，希希被以現行犯拘捕。
由於希希的精神狀態非常不穩定，警方將她送进精神病院接受治疗、等待庭审，但護理師告诉希希，她早已怀有一个月的身孕。汤姆到精神病院与她见面，提供了条件：艾卓安根本沒死，只是躲了起來，如果希希願意为艾卓安生子并“回到他身边”继续生活，对希希的控告将会一笔勾销。汤姆也解释了怀孕原因：艾卓安早已发现希希私下長期服用避孕药的事实，并把藥換成了安慰劑，这也说明了汤姆一直都了解整個事件的來龍去脈。希希随后拒绝了他的提议，怒甩文件並趁亂偷走汤姆手提箱中的钢笔，回到病房後假装以鋼筆割腕自杀相誘，果被隐形人出手制止。希希见势拿钢笔猛刺隐形人，使其隐形服出现故障，短暂现形。她随即追击逃跑的隐形人，途中警察們陸續到场，但均不敌隐形人。隐形人接着抓住希希，告诉她，因為重視她腹中的寶貝，不会伤害她，但会伤害她周围深爱的人。随后隐形人驾车离开，希希意识到雪妮有危險，即刻赶去找雪妮，途中告知詹姆士速回去保護。詹姆士先回到家找到飽受驚嚇的雪妮之際，不意被早已到达的隐形人偷襲打得半死。緊要關頭希希趕到拿起灭火器喷向隐形人，使其现形，并連開數槍擊斃他，然後揭開頭套，發現了隐形人的真面目却是艾卓安之弟——汤姆律師。艾卓安随后被警察发现被绑在自家地下室，并声称是被汤姆所绑架。
詹姆士对希希说了此事，但希希早已察觉有異，认为这是艾卓安设下的一个局，并利用其弟当替罪羊。为了让艾卓安承认犯罪事实，希希假意去他家寻求復合，與其商讨生子的問題，并让詹姆士全程监听。希希向艾卓安提出同意復合与不墮胎的条件，让他去自首承认他才是真正的幕後黑手，但艾卓安未上當依然坚称自己是被汤姆绑架，并解释湯姆以前的行为改变了他对待希希的方式。这时艾卓安在希希哭泣的时候，用着「隐形人的语气」說出關鍵字安慰她。希希一聽情緒漸收，藉口去洗手间整理补妆，隨後艾卓安一個人却突然拿起餐刀自刎。希希回来见状，“尖叫惊慌”报警。
希希接着冷静下来，躲到監視器拍攝的範圍以外，回以關鍵字嘲弄艾卓安。原来她在这段时间穿上了先前藏好的隐身服回來并杀了他。詹姆士到场询问案發經過，希希称艾卓安因嚴重情緒問題已自刎，且監視器录下了一切。詹姆士随后瞥见她手提袋中的隐身服，心照看穿了她的计谋，但最终仍出于同情接受其說詞让她离开现场，希希也如释重负地走出了艾卓安的家。

## 演員
| 演員                                    | 角色                                | 備註                                     |
| 伊莉莎白·摩斯 Elisabeth Moss            | 希希莉亞·「希希」·凱斯 Cecilia Kass | 艾卓安前女友，建筑师                     |
| 奥利弗·傑克森-科恩 Oliver Jackson-Cohen | 艾卓安·格里芬 Adrian Griffin        | 希希的前男友，光學科學家、億萬富豪       |
| 歐帝斯·哈吉 Aldis Hodge                 | 詹姆斯·拉尼爾 James Lanier          | 希希的兒時好友，旧金山警探，艾蜜莉的前夫 |
| 絲托姆·瑞德 Storm Reid                  | 雪妮·拉尼爾 Sydney Lanier           | 詹姆士和艾蜜莉的女兒，高中生             |
| 哈莉特·黛爾 Harriet Dyer                | 艾蜜莉·凱斯 Emily Kass              | 希希的姐姐，詹姆斯的前妻                 |
| 邁克爾·多曼 Michael Dorman              | 湯姆·格里芬 Tom Griffin             | 艾卓安的弟弟，律師                       |
| 班奈狄克·哈迪                           | 馬可                                | 希希遇到的面試官                         |
| 阿馬利·戈登                             | 安妮 Annie                          |                                          |
| 山姆·史密斯                             | 李克利警探 Detective Reckley        |                                          |
| 安東尼·布蘭登·王 Anthony Brandon Wong   | 受害者 Accident Victim              |                                          |
| 扎拉·邁克爾斯                           | 護士 Nurse                          |                                          |

## 發展
早在2007年，大衛·S·高耶就開始開發新的《隱形人》電影。直到2011年年底電影幾乎沒有任何發展。
2016年2月，環球影業宣布強尼·戴普將出演《隱形人》，並由艾德·所羅門撰寫劇本。但由於《神鬼傳奇》的票房和口碑的失敗，該計劃從闇黑宇宙計劃中去除。
2019年1月，布倫屋製片加入重啟計劃，改由伊莉莎白·摩斯主演、雷·沃納爾編導。

### 拍攝
主體拍攝於2019年7月16日在悉尼開始進行，並於2019年9月17日殺青。

## 發行
《隱形人》由環球影業定於2020年2月28日在美國上映。此前，上映檔期曾定在2020年3月13日。
受新冠肺炎疫情影响，NBC环球宣布《隐形人》于3月20日，与另外两部正在上映的电影（《猎捕》和《艾玛》）在流媒体平台上线，每部电影48小时收看价格为19.9美元。

### 評價
本片獲得了多數的好評。爛番茄根據391條評論，獲得91%的新鮮度，平均得分7.7／10，觀眾投票獲得88%的分數，平均得分為4.3／5。在Metacritic上，電影獲得了72分。

### 票房
| 上一届： 《音速小子》         | 2020年美國週末票房冠軍 第9週    | 下一届： 《½的魔法》          |
| 上一届： 《½的魔法》          | 2020年美國週末票房冠軍 第14週   | 下一届： 《魔髮精靈唱遊世界》 |
| 上一届： 《魔髮精靈唱遊世界》 | 2020年美國週末票房冠軍 第24週   | 下一届： 《侏羅紀公園》       |
| 上一届： 《音速小子》         | 2020年台北週末票房冠軍 第9-10週 | 下一届： 《血衛》             |

## 音乐
正文:《看不见的人》(配乐)本杰明·沃尔菲什为这部电影作曲。这张配乐专辑由Back Lot Music于2020年2月21日发行，比电影上映提前了一周。它于2020年6月5日由Mondo以双LP黑胶格式发行。

## 外部連結
- 互联网电影数据库（IMDb）上《隱形人》的资料（英文）
- Metacritic上《隱形人》的資料（英文）
- 爛番茄上《隱形人》的資料（英文）
- AllMovie上《隱形人》的资料（英文）
- Box Office Mojo上《隱形人》的資料（英文）
- 開眼電影網上《隱形人》的資料（繁體中文）
- 豆瓣电影上《隱形人》的資料 （简体中文）
- 时光网上《隱形人》的資料（简体中文）